# 学費
学費（がくひ）とは、最広義には学習に要する費用に学生生活を送るための費用を含めた費用。広義には学習に要する費用のみをいい、さらに狭義には学納金のことをいう。

## 学費と教育費

### 定義
学費とは、狭義には学納金のことで、学納金には授業料とその他の学納金がある。また、広義には学習に要する費用をいい、学納金のほか学習のための書籍代等を含む。最広義には学生生活を送るための費用も含められ「学生生活費」と呼ぶこともある。
一方、教育費は学費と同義で用いられる場合もあるが、教育費は教育に要するすべての費用を意味する場合もある。統計などで教育費を教育に要するすべての費用と定義している場合、学費は教育費の一部であるため混同を避ける必要がある。
教育に要する費用としての教育費は、家計だけでなく政府が授業料の低減や奨学金など公的補助で分担するのが一般的である。
|                  | 教育機関内での費用         | 教育機関外での費用       |
| ---------------- | -------------------------- | ------------------------ |
| コア教育サービス | 授業料、私塾費用など       | 私的な図書購入など       |
| 研究開発         | 大学研究費など             | N/A                      |
| その他の発生費用 | 給食、学校通学、宿舎費など | 私的な生活費、交通費など |

OECD加盟国の平均的には、初等教育から第3期の教育を終えるまでに、学生1人あたり毎年$10,220米ドルの費用が掛かっている。初等教育から中等以降高等以前教育までは、その費用の90%はコア教育サービスに投じられるが、第3期の教育からは研究開発費に使われる割合が多くなってくる。

### 各国の教育費
| 国 （五十音順）  | 教育段階 | 教育段階 | 教育段階 | 教育段階   | 教育段階               | 教育段階                     | 教育段階                     | 教育段階                     | 教育段階                   | 教育段階                           |
| 国 （五十音順）  | 初等教育 | 中等教育 | 中等教育 | 中等教育   | 中等以降 高等以前 教育 | 第3期の教育 （研究開発含む） | 第3期の教育 （研究開発含む） | 第3期の教育 （研究開発含む） | 第3期全て （研究開発除く） | 初等から第3期まで （研究開発含む） |
| 国 （五十音順）  | 初等教育 | 前期中等 | 後期中等 | 前期と後期 | 中等以降 高等以前 教育 | 短期レベル                   | 学士レベル                   | 全て                         | 第3期全て （研究開発除く） | 初等から第3期まで （研究開発含む） |
| ---------------- | -------- | -------- | -------- | ---------- | ---------------------- | ---------------------------- | ---------------------------- | ---------------------------- | -------------------------- | ---------------------------------- |
| アイスランド     | 10,003   | 10,706   | 7,541    | 8,724      | 11,140                 | 9,665                        | 9,373                        | 9,377                        | N/A                        | 10,287                             |
| アイルランド     | 8,681    | 11,087   | 11,564   | 11,298     | 12,856                 | 14,922                       | 14,922                       | 11,418                       | 10,740                     |                                    |
| アメリカ合衆国   | 11,030   | 11,856   | 13,059   | 12,442     | 26,562                 | 26,562                       | 26,562                       | 26,562                       | 23,706                     | 15,494                             |
| イギリス         | 10,017   | 10,271   | 9,963    | 10,085     | N/A                    | 24,338                       | 24,338                       | 24,338                       | 18,593                     | 12,084                             |
| イスラエル       | 6,931    | 5,689    | 5,689    | 5,689      | 2,326                  | 6,366                        | 13,777                       | 12,338                       | 7,710                      | 7,903                              |
| イタリア         | 7,924    | 8,905    | 8,684    | 8,774      | N/A                    | N/A                          | 10,071                       | 10,071                       | 6,369                      | 8,744                              |
| エストニア       | 5,668    | 6,524    | 7,013    | 6,791      | 7,478                  | N/A                          | 8,206                        | 8,206                        | 4,690                      | 6,878                              |
| オーストラリア   | 7,705    | 10,574   | 9,581    | 10,165     | 6,379                  | 8,267                        | 18,795                       | 16,859                       | 10,455                     | 10,347                             |
| オーストリア     | 9,563    | 13,632   | 14,013   | 13,806     | 5,212                  | 15,071                       | 15,641                       | 15,549                       | 11,616                     | 13,189                             |
| オランダ         | 8,185    | 12,227   | 12,368   | 12,296     | 11,554                 | 11,580                       | 19,305                       | 19,276                       | 12,505                     | 12,211                             |
| カナダ           | 9,680    | 9,680    | 11,695   | N/A        | N/A                    | 15,348                       | 25,525                       | 22,006                       | 15,788                     | N/A                                |
| 韓国             | 7,395    | 7,008    | 9,651    | 8,355      | N/A                    | 5,540                        | 11,173                       | 9,866                        | 8,026                      | 9,569                              |
| スイス           | 13,889   | 16,370   | 17,024   | 16,731     | 後期中等に含む         | 25,264                       | 25,264                       | 25,264                       | 11,632                     | 17,485                             |
| スウェーデン     | 10,312   | 10,966   | 11,329   | 11,177     | 3,610                  | 5,897                        | 24,025                       | 22,534                       | 10,589                     | 12,742                             |
| スペイン         | 7,111    | 9,137    | 9,145    | 9,141      | 後期中等に含む         | 9,394                        | 13,040                       | 12,356                       | 8,983                      | 9,040                              |
| スロバキア       | 5,415    | 5,283    | 5,027    | 5,152      | 後期中等に含む         | 後期中等に含む               | 9,022                        | 9,022                        | 6,191                      | 6,072                              |
| スロベニア       | 9,015    | 9,802    | 6,898    | 8,022      | 後期中等に含む         | 6,874                        | 11,615                       | 11,002                       | 8,888                      | 9,031                              |
| チェコ           | 4,728    | 7,902    | 7,119    | 7,469      | 2,445                  | 16,645                       | 10,304                       | 10,319                       | 6,807                      | 7,684                              |
| チリ             | 4,476    | 4,312    | 3,706    | 3,909      | N/A                    | 4,186                        | 9,409                        | 7,960                        | 7,600                      | 5,235                              |
| デンマーク       | 10,953   | 11,460   | 9,959    | 10,632     | N/A                    | N/A                          | N/A                          | N/A                          | N/A                        | N/A                                |
| ドイツ           | 7,749    | 9,521    | 12,599   | 10,650     | 10,041                 | 8,265                        | 17,159                       | 17,157                       | 10,025                     | 11,363                             |
| トルコ           | 2,577    | 2,448    | 3,524    | 2,904      | N/A                    | 7,779                        | 7,779                        | 7,779                        | 5,557                      | 3,514                              |
| 日本             | 8,595    | 9,976    | 10,360   | 10,170     | 後期中等と 第3期に含む | 10,532                       | 18,557                       | 16,872                       | N/A                        | 11,671                             |
| ニュージーランド | 7,069    | 8,644    | 10,262   | 9,409      | 9,542                  | 10,289                       | 14,543                       | 13,740                       | 10,841                     | 9,443                              |
| ノルウェー       | 12,728   | 13,373   | 15,248   | 14,450     | 後期中等に含む         | 後期中等に含む               | 20,016                       | 20,016                       | 12,010                     | 15,497                             |
| ハンガリー       | 4,370    | 4,459    | 4,386    | 4,419      | 3,698                  | 2,897                        | 9,658                        | 8,876                        | 7,405                      | 5,564                              |
| フィンランド     | 8,316    | 12,909   | 8,599    | 9,985      | 後期中等に含む         | N/A                          | 17,863                       | 17,863                       | 10,728                     | 11,030                             |
| フランス         | 7,013    | 9,588    | 13,070   | 11,046     | N/A                    | 12,346                       | 16,279                       | 15,281                       | 10,361                     | 10,450                             |
| ベルギー         | 9,581    | 11,670   | 12,210   | 12,025     | 後期中等に含む         | 8,212                        | 15,785                       | 15,503                       | 10,156                     | 12,135                             |
| ポーランド       | 6,721    | 6,682    | 6,419    | 6,540      | N/A                    | 8,229                        | 9,811                        | 9,799                        | 7,692                      | 7,398                              |
| ポルトガル       | 6,105    | 8,524    | 8,888    | 8,691      | 後期中等と 第3期に含む | N/A                          | 9,196                        | 9,196                        | 4,917                      | 7,952                              |
| メキシコ         | 2,632    | 2,367    | 4,160    | 3,007      | N/A                    | 8,115                        | 8,115                        | 8,115                        | 6,647                      | 3,509                              |
| ルクセンブルク   | 20,020   | 20,247   | 20,962   | 20,617     | 1,257                  | 3,749                        | 34,739                       | 32,876                       | 21,358                     | 22,545                             |
| OECD平均         | 8,247    | 9,627    | 9,876    | 9,518      | 6,734                  | 8,968                        | 15,111                       | 15,028                       | 10,309                     | 10,220                             |
| EU21カ国平均     | 8,372    | 10,040   | 10,011   | 9,931      | 6,461                  | 9,097                        | 14,807                       | 14,955                       | 9,963                      | 10,361                             |

## 日本の学費
2005年の国民生活白書（内閣府）によれば、一人の子供が大学を卒業するまでにかかる教育費は528万円と試算されている。
一方、AIU保険の試算によれば、1,345～4,424万円（内訳は、学校教育費（授業料、制服代、PTA会費）、給食費、お稽古事、補助学習費（塾や家庭教師、図書費）。最も少ないのは、幼稚園から大学まで全て国・公立に通った場合。最も多いのは、私立幼稚園、私立小、私立中、私立高、私立大医学・歯学部に通った場合）かかるとしている。
義務教育
公立の小・中学校に関しては日本では義務教育制度の為、日本国憲法第26条第2項の「義務教育は、これを無償とする」という規定および学校教育法第6条の規定により、授業料は徴収されない。ただし給食費や修学旅行の代金など、一部の行事および教材に関する費用はかかる（詳細は義務教育#授業料と就学援助も参照されたい）。
また一部に義務教育であることなどを理由にこれらを支払わないという保護者がおり、近年増加傾向にある。
しかし、義務教育の「義務」とは親が子供に教育を受けさせる義務を負うことを意味しており、本来の意味を理解していない、あるいは知っていながらわざと、と思われる。
後期中等教育
公立高等学校の授業料は、学校設置者の自治体が条例で決定しているが、高校無償化法の施行により2010年度より原則徴収しないこととされ、高校卒業後の再入学者や修業年限超過者などの例外を除いて、授業料は無償となっている。ただし各学校ごとに、PTAや同窓会などの会費、修学旅行等の積立金などが別途徴収される場合もある。
たとえば東京都立高校の場合、2009年度は初年度納入金（全日制）は128,050円であり、内訳は入学料5,650円、授業料122,400円となっていたが、平成22年度からは無償化対象者については入学料のみ。また大阪府立高校の場合も、2009年度は初年度納入金（全日制）は154,900円であり、内訳は入学料5,500円、授業料144,400円、空調使用料5,400円となっていたが、2010年度は授業料のほか空調使用料も無償となり、すべての生徒が入学料のみとなっている。なお、いずれにおいてもこれらの他に年間10万円前後の私費負担や日本スポーツ振興センター共済掛金の負担は生じる。
私立高等学校の場合、授業料・入学金などの諸経費は各学校ごとに独自に決定する。2006年の文部科学省調査によると、私立高校の初年度納入金の2006年度全国平均は、授業料346,296円、入学金163,902円、施設設備費等181,829円の、計692,027円（全日制）となっている。2010年度の高校無償化法施行により就学支援金の支給が開始され、条件を満たす者に対して、年収に応じて118,800円～237,600円が国費より授業料に充当されることとなった。
高等教育

| 種別     | 入学金    | 授業料    | その他    |
| -------- | --------- | --------- | --------- |
| 国立大学 | 282,000円 | 535,800円 | N/A       |
| 公立大学 | 399,058円 | 535,959円 | N/A       |
| 私立大学 | 269,481円 | 857,763円 | 187,007円 |

### 学費の免除
例えば、1995年の阪神・淡路大震災や2004年の新潟県中越地震が起こった際、大学によって被災した学生の入学受験料や入学金を免除したケースがある。
国公立の高等学校や大学では、経済的に厳しい家庭の学生に対する学費の減額・免除制度が存在する。私立の高等学校や大学ではそのような制度を持つところは少ないため、多くの学費支弁困難者は奨学金を利用するケースがほとんどであり、他に成績優秀者などについて特待生や特別奨学生のような名目で学費の全額や半額が免除となることもあるが対象となっているのは少数である。
神奈川大学では「給費生試験」を実施しており、12/23の試験で、学費相当分の奨学金を4年間支給し、なおかつ自宅外通学者には年額60万円の生活援助金も支給している。

### 学費の滞納
日本では、2007年度末時点での公立校の学費滞納額は、約5億8952万円になるという調査がある。滞納額は、過去に比べ増加傾向にある。要因としては「保護者の経済的な理由」「モラル低下」の順だが、一方で滞納が増えた要因としては「モラル低下」が大きいという。
なお、給食費の滞納については、給食#学校給食費の問題を参照。

### 学費延納制度・学費返還訴訟
一部の学校では、合格直後にあらかじめ入学金などを受け取っておくため、いわゆる滑り止めの学校に合格して入学費用を支払ったが、他の学校に受かったために入学しないというような場合は、受験者にとって負担となる。このため一部の学校では、実際に入学しない場合に、すでに払った学費の一部を返還したりする制度がある。また一部の大学では、学費の返還請求が裁判となった。
これは、毎日放送のニュース番組「VOICE」の「憤懣本舗」で、視聴者から寄せられた手紙が発端だと言われている。
なお、学費返還訴訟の詳細については、学費返還訴訟を参照されたい。

### 費用項目

#### 学校内
私立学校では特に区別はないが、公立学校においては条例等に徴収の定めがあり地方自治体の収入となる公費と、学校ごとの取り決めに照らして徴収され学内で経理処理される私費に区分されている。次のうち、授業料・入学金については公費となる。条例・規則に定めのある空調使用料も公費である。これら以外の私費については保護者への説明や明確な法的根拠無しに徴収されている場合もある。また、学内のみで処理されているため、しばしば横領等の経理事故が起きることがある。
- 授業料
  - 授業を受けるために必要な費用。毎年掛かるもの。
- 入学金（入学料）
  - その学校に入学するために必要な費用で、支払いは初年度のみである。併設型中高一貫校では中学入学時だけでなく高校進学時にも入学金がいる場合があるが、中等教育学校の場合は不要である。入学初年度に納入する授業料や入学金などをまとめて「初年度納入金（初年度納付金）」と呼称する。
- 教科書代
  - 教科書の購入にかかる費用。小学校、中学校、中等教育学校の前期課程並びに盲学校、聾学校及び養護学校の小学部及び中学部については、義務教育諸学校の教科用図書の無償に関する法律（無償法）により無料となっている。
- 給食費
  - 給食に掛かる代金。近年、滞納が増えており、給食の質への影響がある例も出ている。
- （副）教材費
  - 参考書、工作セットなどの教材の代金。
- 寮費
  - 学生寮に入るための費用。
- 寄付金
  - 私立学校で募集するもので、多くの場合は支払い義務はないものであるが、支払う場合が多いとされる。近年問題となった名門校での過大な寄付金要請には非難の声もある。
- 学債
  - 学校が一時的に資金を借りる、債権の一種。寄付金とは違って満期後に返還されるが、受け取らずにそのまま寄付される場合もある。
- 空調使用料
  - 冷房使用に必要な費用。一部の府県の公立学校において、教室への冷房実施とあわせて導入されている。
- PTA会費
  - PTAの活動に必要な費用。
- 修学旅行費
  - 修学旅行の参加費として積み立てるもの。
- 学年費・学級費
  - その他、公費支出が困難な経費にあてる費用。
- その他
  - とくに日本の私立大学では、実習にかかる費用として実験実習費、施設整備のための積立金として施設費、各種の研究会費や同窓会費などを、学生から毎年徴収する事が多く、学生や親にとっては経済的負担になっている。

#### 学校外
- 塾費
学習塾に通学する場合に必要となる費用。

## アメリカの大学学費事情
アメリカでは1980年代以降学費の高騰が続いているが、その一方で大学独自の給付型奨学金が充実し、大学が定める定価学費と学生が実際に支払っている純学費には差がある。また、州立大学・私立大学・大学院大学・コミュニティ・カレッジなどの大学の種別間のばらつきがあり、ハーバード大学の年間6万ドル弱（2024年）からフロリダ州立大学の年間6,360ドル（2024年、州内学生向け）までの大きな差が生じている。こうした大学独自の給付型奨学金の存在が、大学が授業料を高額に設定できるという批判（ベネット仮説）もある。
給付型奨学金ではカバーできない学生の高等教育へのアクセスを拡大するために、1965年の高等教育法により導入された政府保証付き学生ローンは、1991年には残高約550億ドル・年間貸付金額約120億ドル・受給者約400万人という巨大なプログラムとなっており、複雑化・手続きの煩雑さなどの問題を生じていた。これらの問題を改善するために、1993年にビル・クリントン政権下で成立した93年包括財政調整法に含まれる「学生ローン改革法」が実施され、銀行などの民間の貸付業者により担われていたもの（政府は債務保証や利子補助を実施）を、段階的に政府からの直接貸付（政府が大学に対して学費を前払いし、学生が政府に対してローンの返済を行う）に変更する措置が取られた。
2019年には、年間のアメリカの私立大学の平均的な学費は約800万円にまで上昇しており、学費高騰や高額な学生ローンは以下のように大きな社会問題となっている。
1. 返済にかかる平均年数は19年を超えている
2. 10万ドル(約1060万円)を超える人が200万人
3. 60歳以上になっても学生ローンの返済を続ける高齢者は300万人に上る

## フランスの大学学費事情
フランスの大学は全て国立で、大半の経費は公的資金で賄われており、入学金と授業料は不要であるが、2024-2025年度現在、EU外の学生を除き、登録料（年額）として学士課程175ユーロ、修士課程250ユーロ、博士課程391ユーロを収めることが義務付けられており、大学の収入に占める割合は2.5%に過ぎない。
一方、EU外の学生に対しては、2019年4月19日の政省令で特定登録料（学士課程2,770ユーロ、修士課程3,770ユーロ）の導入が決定され、2019年秋の新学期から適用されたものの、政府が大学に協議せず一方的に決定されたため、法令で認められた登録料免除制度により多くの大学が適用回避を図ってきたが、昨今の厳しい財政状況から全面的に特定登録料を徴収する大学も出始めている。

## 韓国の大学学費事情
韓国では、高等教育法に基づき入学金と授業料を合わせた「登録金」が徴収されており、1989年から私立大学が、2003年から国立大学が登録金を自由に設定できるようになった。登録金の自由化以降、消費者物価を上回る登録金の引き上げが行われてきたが、2010年に高等教育法の登録金規制条項の新設により登録金の引き上げを抑制するとともに、奨学金支援事業や大学への財政支援事業が実施された。
2011年に『狂った登録金の国』（미친 등록금의 나라）という本が出版され、学費半額化運動が盛り上がり、朴元淳ソウル市長はソウル市立大学の2012年からの年間授業料を33万円→17万円と半額とした。
給付型奨学金も充実。年間授業料が17万円→7万円。

## 高等教育
| 国               | 公費負担 | 家計負担 | その他 民間負担 |
| ---------------- | -------- | -------- | --------------- |
| フィンランド     | 96.2     | 3.8      | 3.8             |
| ノルウェー       | 96.1     | 3.3      | 0.6             |
| オーストリア     | 95.3     | 1.9      | 2.8             |
| ルクセンブルク   | 94.8     | 2.8      | 2.4             |
| アイスランド     | 90.6     | 8.7      | 0.7             |
| ベルギー         | 89.9     | 4.9      | 5.2             |
| スウェーデン     | 89.3     | 0.4      | 10.4            |
| スロベニア       | 86.1     | 11.4     | 2.5             |
| ドイツ           | 85.9     | 14.1     | 14.1            |
| アイルランド     | 81.8     | 15.8     | 2.4             |
| トルコ           | 80.4     | 19.6     | N/A             |
| フランス         | 79.8     | 10.6     | 9.6             |
| チェコ           | 79.3     | 8.5      | 12.3            |
| エストニア       | 78.2     | 15.2     | 6.6             |
| ポーランド       | 77.6     | 20.2     | 2.3             |
| スロバキア       | 73.8     | 13.8     | 12.4            |
| スペイン         | 73.1     | 23.0     | 4.0             |
| インドネシア     | 70.7     | 29.3     | 29.3            |
| オランダ         | 70.5     | 15.6     | 13.9            |
| OECD平均         | 69.7     | 21.7     | 10.0            |
| メキシコ         | 69.7     | 30.0     | 0.3             |
| イタリア         | 66.0     | 26.5     | 7.5             |
| ラトビア         | 63.6     | 36.2     | 0.2             |
| ロシア           | 63.5     | 23.8     | 12.7            |
| イギリス         | 56.9     | 19.3     | 23.8            |
| カナダ           | 54.9     | 23.4     | 21.7            |
| ハンガリー       | 54.4     | 45.6     | 45.6            |
| ポルトガル       | 54.3     | 35.0     | 10.8            |
| イスラエル       | 52.4     | 29.6     | 18.0            |
| ニュージーランド | 52.4     | 33.1     | 14.5            |
| オーストラリア   | 44.9     | 40.0     | 15.0            |
| コロンビア       | 42.6     | 57.4     | 0.0             |
| アメリカ合衆国   | 37.8     | 45.8     | 16.4            |
| チリ             | 34.6     | 54.8     | 10.7            |
| 日本             | 34.3     | 51.6     | 14.1            |
| 韓国             | 29.3     | 42.1     | 28.6            |

高等教育の費用についてOECD平均では、おおよそ7割を公費負担、2割を家計負担、1割を民間負担（奨学金贈与など）であった。
世界各国の大学授業料（初年度納付金＝入学料＋授業料）の平均は以下のようになっている。橘木俊詔・八木匡の研究によると、「日本の国立大学の学費は極めて高く、高等教育の機会が経済的側面において公平に確保されているとは言えない」。アメリカの州立大学よりも遥かに高くなっており、「国公立大学でも諸外国との比較で重い負担を強いられている」。
- アメリカ合衆国 - 州立大学について、4年制大学は61万円、2年制大学は23万円（2009年）[5]。
- イギリス - 国立が43万円（2011年）[16]。
- ドイツ - 州立が24万円（2012年）[17]。
- フランス - 国立が2万円（2010年）[17]。
- 韓国 - 国公立では16～75万円（2011年）[17]。
- 日本 - 国立が82万円、公立が93万円[5]。
- ポルトガル - 901.23ユーロ／年（2007年）[15]。
- スペイン[15] - 公立が14.97ユーロ／単位（2010）[18]、私立が18,000ユーロ／年。
- オーストラリア - 5242豪ドル（42万円、2003年）。但しオーストラリア政府は大学及び大学院で掛かる費用を、オーストラリアの市民権を所有する者に全額ローンとして貸すHigher Education Contribution Scheme (HECS) という制度を採用している。最大で一人豪ドル$112,134まで連邦政府から借りる事ができ、卒業後10年から20年で返済に当てる[15]。

### 公立の高等教育
学期中の授業は無料。追加のプログラム履修の際に学費を支払う。
- ブラジル
- チリ
- アルゼンチン
- エジプト
- ギリシャ - 全ての学士課程、多くの大学院課程。
- ポーランド
- ハンガリー
- チェコ
- アイルランド
- フランス - 登録料（2万円）のみ有料。
- スロバキア
- ルクセンブルク
- アイスランド
- スウェーデン[19][20][21]
- デンマーク - 18才以上対象の奨学金："Statens Uddannelsesstøtte" ("SU")[22]。
- ノルウェー - ノルウェイ市民、外国人ともに学費無料。
- フィンランド - フィンランド市民、外国人ともに学費無料。
- ドイツ - ドイツ市民、外国人ともに学費無料。
- スリランカ